# Ridgeley (Virginia Occidental)
Ridgeley es un pueblo ubicado en el condado de Mineral en el estado estadounidense de Virginia Occidental. En el Censo de 2010 tenía una población de 675 habitantes y una densidad poblacional de 871,64 personas por km².

## Geografía
Ridgeley se encuentra ubicado en las coordenadas 39°38′29″N 78°46′23″O / 39.64139, -78.77306. Según la Oficina del Censo de los Estados Unidos, Ridgeley tiene una superficie total de 0.77 km², de la cual 0.75 km² corresponden a tierra firme y (3.01%) 0.02 km² es agua.

## Demografía
Según el censo de 2010, había 675 personas residiendo en Ridgeley. La densidad de población era de 871,64 hab./km². De los 675 habitantes, Ridgeley estaba compuesto por el 92.44% blancos, el 0.59% eran afroamericanos, el 0.3% eran amerindios, el 4.15% eran asiáticos, el 0% eran isleños del Pacífico, el 0% eran de otras razas y el 2.52% pertenecían a dos o más razas. Del total de la población el 0% eran hispanos o latinos de cualquier raza.